# Omphalestra mesomelana
Omphalestra mesomelana är en fjärilsart som beskrevs av George Francis Hampson 1902. Omphalestra mesomelana ingår i släktet Omphalestra och familjen nattflyn. Inga underarter finns listade i Catalogue of Life.